# 呉応昌
呉 応昌（オ・ウンチャン、朝鮮語: 오응창）は、朝鮮民主主義人民共和国の政治家。黄海南道人民委員会委員長、峰泉郡党責任書記などを歴任した。

## 経歴
出生地や生年月日は不明。2001年に峰泉郡党責任書記に任命され、2003年8月に最高人民会議第11期代議員に選出された。2004年1月に開かれたジャガイモ農業革命先駆者大会で討論に参加した。2006年6月に黄海南道人民委員会委員長に転じ、2009年3月8日に実施された最高人民会議第12期代議員選挙で代議員に再選された。同年11月に黄海南道親善代表団団長として中国を訪問した。
2012年3月に黄海南道人民委員会委員長を解任された。

## 参考サイト
- 북한정보포털

| 先代権春学 | 黄海南道人民委員会委員長2006年 - 2012年 | 次代崔正龍 |